# Sarafan

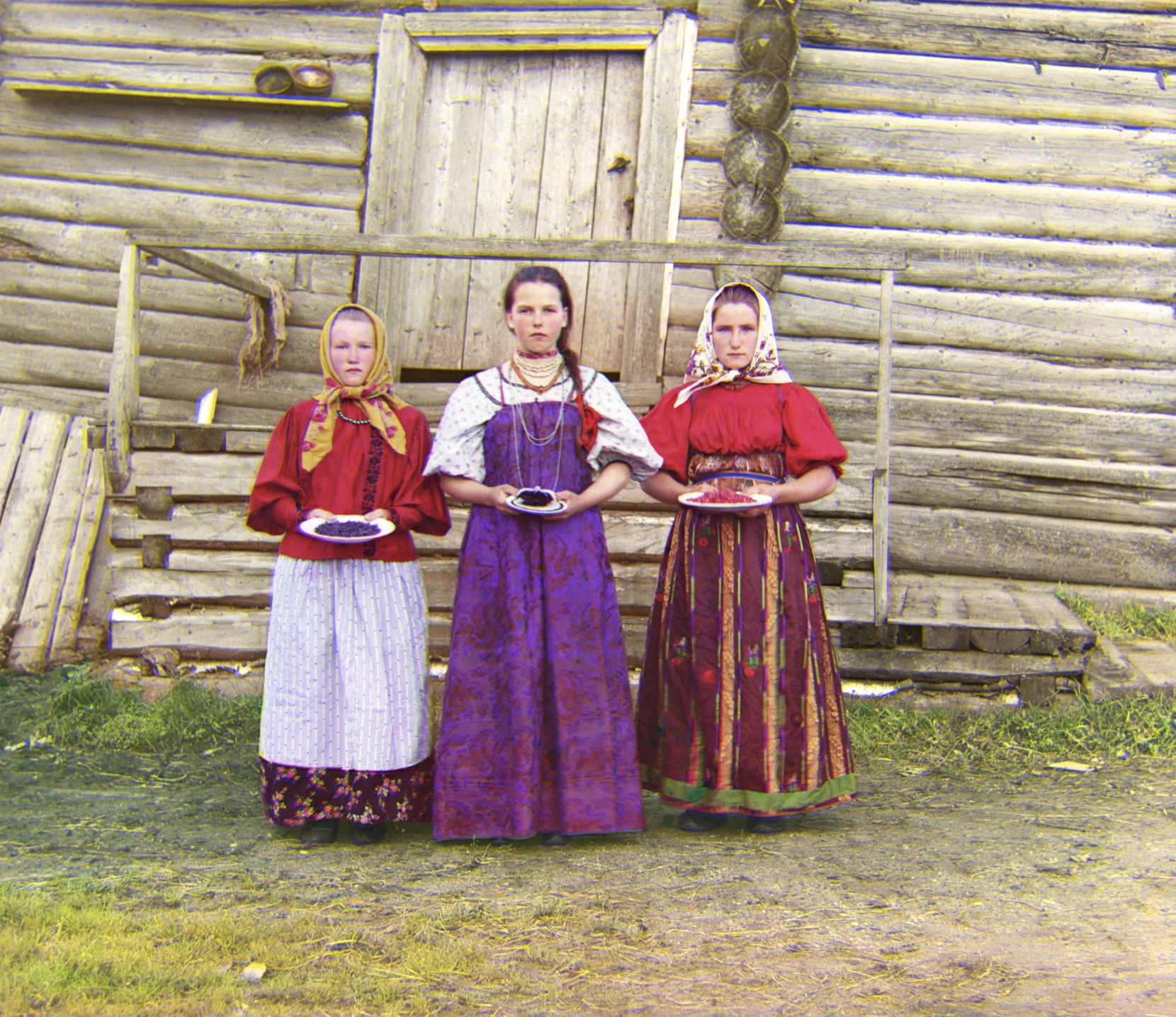
Młode chłopki w sarafanach ze wsi nad Szeksną w pobliżu Kiriłłowa

Sarafan (ros. Сарафан) – rodzaj długiej sukni, często bez rękawów, z wysoką talią, rozszerzanej ku dołowi, zaś z przodu zazwyczaj rozpinanej lub rozciętej. Sarafan był rozpowszechniony w centralnej i wschodniej Europie w XVII–XVIII stuleciach. W Rosji stroje te były noszone przez chłopki z regionów centralnych i północnych oraz Powołża. Słowo "sarafan" pochodzi z języka perskiego.
Najwcześniejsze wzmianki o sarafanie jako typie ubrania odnotowano pod rokiem 1376 w Latopisie Nikonowskim. Z upływem czasu krój i sposób szycia sarafanów zmieniał się. W XIV wieku suknie te nosili zarówno wojewodowie, jak i książęta. Ubiorem typowo kobiecym sarafan został w XVII wieku. We wsiach na podstawie wyglądu sarafanu można było określić status społeczny kobiety. Za cara Piotra I sarafan nosiły kobiety z niższych warstw społecznych i przedstawicielki mieszczaństwa, w epoce Katarzyny II – także szlachcianki.
Sarafany składały się z kilku elementów, dlatego były ciężkie (szczególnie zdobione haftowane świąteczne sarafany). Szyte były z barwionej owczej wełny, aksamitu, jedwabiu. Wyróżniano sarafany powszednie i świąteczne. Świąteczne posiadały ozdoby. Oprócz bogatego haftu były to przyszywane na dole lub na górze sukni haftowane pasy lub tasiemki w innym niż suknia kolorze. Sarafan, noszony na co dzień, miał prosty krój, był szyty z lżejszych tkanin (np., sarafan z satyny nazywany był sajanem).
Najstarsze sarafany miały prosty krój lub były słabo rozszerzane ku dołowi, nie miały rękawów i były zakładane na koszulę. Później pojawiły się sarafany ze szwem z przodu lub zapinane z przodu od góry do dołu na guziki. Niekiedy sarafany posiadały rozcięte szerokie rękawy. W XIX wieku upowszechniły się sarafany na ramiączkach. Na przełomie XIX i XX wieku popularny był sarafan, składający się ze spódnicy i stanika.